# Fontaine-les-Ribouts
 Fontaine-les-Ribouts  là một xã thuộc tỉnh Eure-et-Loir trong vùng Centre-Val de Loire ở bắc trung bộ nước Pháp. Xã này nằm ở khu vực có độ cao từ 120-174 mét trên mực nước biển.